# Extemporeläkemedel
Extemporeläkemedel är specialtillverkade läkemedel för en enskild patient eller patientgrupp.  Med hjälp av extemporeläkemedel kan behandlingen anpassas till patientens individuella behov. När extemporeläkemedel tillverkas i större mängder kallas de för lagerberedd extempore eller bara lagerberedningar. Lagerberedningar som tillverkas i mer än 1 000 förpackningar per år kräver rikslicens av Läkemedelsverket.

## Historisk användning
Extemporetillverkning av läkemedel har sitt ursprung i den uråldriga traditionen av att blanda örter och växter med en för patienten och åkomman lämpligt recept och styrka. Sedan läkemedelsindustrin föddes i början av 1900-talet och i takt med att allt fler läkemedel massproduceras minskade användningen av extemporeläkemedel. Extempore har trots detta kvarstått som viktiga, om än mindre använda läkemedel.

## Användning idag
I Sverige utgör extemporeläkemedel cirka en procent av alla läkemedelsrecept, motsvarande 150 000 recept årligen (år 2009).   Cirka tio procent av alla recept till barn är extempore. Bland de yngsta barnen är siffran högre. Andra vanliga patientgrupper för extemporeläkemedel är smärtpatienter, geriatrikpatienter, och hjärt-/lungpatienter. 
Tillverkningen kan avse allt från smaksättning av befintligt läkemedel till framställning av ett visst läkemedel som inte är tillgängligt på marknaden. Vanliga anledningar till att extempore förskrivs är:
- att patienten behöver en annan styrka av läkemedlet på grund av till exempel låg ålder,
- att patienten kräver annorlunda formulering än den allmänt tillgängliga, till exempel för att han/hon inte kan svälja tabletter,
- att patienten ska behandlas i hemmet med särskilda injektionspennor eller särskilda pumpsystem som kräver en viss formulering,
- att det godkända läkemedlet/licenspreparatet innehåller ett tillsatsämne (exipient) som patienten inte tål,
- att patienten behöver ett läkemedel som inte längre tillverkas kommersiellt,
- att läkemedlet har en kort hållbarhet och måste färdigställas i anslutning till användningen,
- att läkemedlet är avsett för barn och måste anpassas i smak och konsistens,
- att läkemedlet måste anpassas till ett djur.[5]

## Reglering
Läkemedelstillverkning och -försäljning regleras genom humanläkemedelsdirektivet. Direktivet är införlivat i svensk lag genom läkemedelslagen. Regleringen av just extemporeläkemedel kräver dock inte harmonisering enligt direktivet, utan regleras på nationell nivå.
16§ läkemedelslagen, även kallad lagen om extemporeapotek, tillkom i juni 2010 för att anpassa reglerna för extemporetillverkning till den nya konkurrensutsatta marknaden. Enligt lagen kan läkemedelsindustrin få tillstånd att tillverka läkemedel för ett visst tillfälle i egenskap av extemporeapotek. Även apotek, såväl  sjukhusapotek som öppenvårdsapotek, kan tillverka extemporeläkemedel för enskild patient för omedelbart bruk. För att tillverka extempore i större skala, dvs lagerberedningar, krävs både tillverkningstillstånd och extemporeapotekstillstånd av Läkemedelsverket.,
I april 2011 beviljades de två läkemedelstillverkarna APL (Apotek Produktion och Laboratorier AB) och Unimedic AB tillstånd om att bli extemporeapotek. APL har levererat alla typer av extemporeläkemedel i över 40 år och tillståndet innebär att APL kan fortsätta tillverka dessa på en konkurrensutsatt marknad.